# 距离 (图论)
在图论中，一张无向图里，两顶点之间的距离是指他们之间最短路径（英語：shortest path）的长度，两顶点之间的距离也被称为测地距离（英語：geodesic distance）。需要注意的是两个顶点之间可能有多条最短路径，如果两个顶点之间不存在路径（即他们属于不同的连通分量），那么按照传统它们距离被定义为无穷大。
在有向图中，如果从顶点 {\displaystyle u} 到顶点 {\displaystyle v} 存在有向路径（英語：directed path），那么距离 {\displaystyle d(u,v)} 被定义为从顶点 {\displaystyle u} 到顶点 {\displaystyle v} 之间最短有向路径的长度。不同于无向图，在有向图中 {\displaystyle d(u,v)} 不一定和 {\displaystyle d(v,u)} 相等，甚至有可能出现从顶点 {\displaystyle u} 到顶点 {\displaystyle v} 存在有向路径，而从顶点 {\displaystyle v} 到顶点 {\displaystyle u} 却不存在有向路径的情况。

## 相关概念
一个顶点 {\displaystyle v} 的偏心率 {\displaystyle \epsilon (v)} 被定义为 {\displaystyle v} 和其它顶点的距离的最大值，也即是这个点和离其最远点的距离。
一张图的半径 {\displaystyle r} 被定义为最小的偏心率：{\displaystyle r=\min _{v\in V}\epsilon (v)}
一张图的直径 {\displaystyle d} 被定义为最大的偏心率：{\displaystyle d=\max _{v\in V}\epsilon (v)}，也即最远的两点间的距离。若要求得一张图的直径，首先要求得任意两点之间的最短路径，在这些所有的最短路径中，取其长度最长者，即是这张图的直径。
一张半径为 {\displaystyle r} 的图的中心点是所有的偏心率为 {\displaystyle r} 的顶点。若 {\displaystyle v} 是一个中心点，那么可用数学符号表示为 {\displaystyle \epsilon (v)=r}。一张图可以有不止一个中心点。
边缘点和中心点的定义类似。一张直径为 {\displaystyle d} 的图的边缘点是所有的偏心率为 {\displaystyle d} 的顶点。若 {\displaystyle v} 是一个边缘点，那么 {\displaystyle \epsilon (v)=d}。一张图可以有多个边缘点。

## 例子

图1

图2

图3

### 有向图
在图1中，顶点 {\displaystyle B} 到顶点 {\displaystyle C} 的距离 {\displaystyle d(B,C)=1}，而顶点 {\displaystyle C} 到顶点 {\displaystyle B} 的距离 {\displaystyle d(C,B)=3}。

### 直径和半径
| 顶点   | {\displaystyle V_{1}} | {\displaystyle V_{2}} | {\displaystyle V_{3}} | {\displaystyle V_{4}} | {\displaystyle V_{5}} | {\displaystyle V_{6}} |
| 偏心率 | 3                     | 3                     | 2                     | 2                     | 2                     | 3                     |

在图2中，例如，距离顶点 {\displaystyle V_{1}} 的最远点是顶点 {\displaystyle V_{6}}，那么 {\displaystyle \epsilon (V_{1})=3}。每一个顶点的偏心率如上表所示，所以图1的半径为2，而直径为3。

### 加权图
导言中定义的顶点间的距离也可以被扩展至加权图。如在图3中，顶点3到顶点5的距离为 {\displaystyle d(3,5)=7}。